# 궈타이위안
궈타이위안(중국어 정체자: 郭泰源, 병음: Guō Tàiyuán, 한자음: 곽태원, 일본어: かく たいげん 가쿠 다이겐[*], 1962년 3월 20일 ~ )은 전 중화민국 출신의 야구 선수이자 지도자이다. 일본 프로 야구 퍼시픽 리그의 세이부 라이온스에서 투수로 활동했다. 현역 시절의 별명은 "오리엔탈 익스프레스"였으며 150KM의 강속구 때문에 "중화민국의 에가와"란 별칭을 얻기도 했다.
한편, 1997년 출범한 TML 최고 고문으로 임명됐는데 TML은 본인(궈타이위안)을 최고 고문으로 맞이하는 등 본인(궈타이위안)이 속한 세이부와의 관계를 돈독히 했고 과거 세이부 에이스 투수 와타나베 히사노부 이시이 다케히로를 선수 겸 코치로 초빙하는 등 일본과 대만 사이의 선수 교류를 촉구했다.

## 상세 정보

### 역대 성적
| 연 도     | 구단      | 등 판 | 선 발 | 완 투 | 완 봉 | 무 볼 넷 | 승 리 | 패 전 | 세 이 브 | 홀 드 | 승 률 | 상 대 타 자 수 | 이 닝  | 피 안 타 | 피 홈 런 | 볼 넷 | 고 의 사 구 | H B P | 탈 삼 진 | 폭 투 | 보 크 | 실 점 | 자 책 점 | E R A | W H I P |
| --------- | --------- | ----- | ----- | ----- | ----- | -------- | ----- | ----- | -------- | ----- | ----- | -------------- | ------ | -------- | -------- | ----- | ----------- | ----- | -------- | ----- | ----- | ----- | -------- | ----- | ------- |
| 1985      | 세이부    | 15    | 15    | 9     | 3     | 0        | 9     | 5     | 0        | --    | .643  | 484            | 117.2  | 89       | 14       | 48    | 1           | 4     | 75       | 1     | 0     | 44    | 33       | 2.52  | 1.16    |
| 1986      | 세이부    | 39    | 9     | 5     | 1     | 0        | 5     | 7     | 16       | --    | .417  | 450            | 108.1  | 93       | 10       | 38    | 7           | 0     | 105      | 1     | 0     | 39    | 35       | 2.91  | 1.21    |
| 1987      | 세이부    | 22    | 21    | 11    | 2     | 0        | 13    | 4     | 0        | --    | .765  | 640            | 158.0  | 136      | 12       | 40    | 6           | 4     | 81       | 2     | 1     | 56    | 53       | 3.02  | 1.11    |
| 1988      | 세이부    | 19    | 18    | 15    | 1     | 3        | 13    | 3     | 1        | --    | .813  | 583            | 149.1  | 113      | 10       | 23    | 3           | 2     | 76       | 0     | 0     | 50    | 40       | 2.41  | 0.91    |
| 1989      | 세이부    | 26    | 26    | 14    | 4     | 1        | 10    | 10    | 0        | --    | .500  | 804            | 198.1  | 172      | 15       | 49    | 7           | 3     | 117      | 2     | 0     | 78    | 72       | 3.27  | 1.11    |
| 1990      | 세이부    | 18    | 17    | 5     | 1     | 0        | 9     | 4     | 0        | --    | .692  | 504            | 119.1  | 113      | 14       | 44    | 0           | 2     | 84       | 2     | 0     | 53    | 47       | 3.54  | 1.32    |
| 1991      | 세이부    | 24    | 23    | 12    | 4     | 1        | 15    | 6     | 1        | --    | .714  | 721            | 184.1  | 162      | 17       | 30    | 3           | 1     | 108      | 0     | 0     | 54    | 53       | 2.59  | 1.04    |
| 1992      | 세이부    | 23    | 23    | 9     | 3     | 0        | 14    | 4     | 0        | --    | .778  | 661            | 168.0  | 128      | 17       | 44    | 5           | 4     | 108      | 1     | 1     | 54    | 45       | 2.41  | 1.02    |
| 1993      | 세이부    | 22    | 22    | 4     | 1     | 1        | 8     | 8     | 0        | --    | .500  | 540            | 133.1  | 121      | 15       | 26    | 0           | 4     | 88       | 3     | 0     | 56    | 52       | 3.51  | 1.10    |
| 1994      | 세이부    | 27    | 21    | 4     | 2     | 0        | 13    | 5     | 0        | --    | .722  | 569            | 130.0  | 137      | 23       | 52    | 2           | 3     | 86       | 1     | 0     | 75    | 72       | 4.98  | 1.45    |
| 1995      | 세이부    | 22    | 22    | 3     | 2     | 0        | 8     | 6     | 0        | --    | .571  | 642            | 163.0  | 131      | 11       | 34    | 2           | 6     | 115      | 0     | 0     | 48    | 46       | 2.54  | 1.01    |
| 1996      | 세이부    | 14    | 11    | 1     | 0     | 0        | 0     | 6     | 0        | --    | .000  | 248            | 52.1   | 72       | 9        | 22    | 3           | 1     | 26       | 1     | 0     | 48    | 43       | 7.39  | 1.80    |
| 1997      | 세이부    | 1     | 1     | 0     | 0     | 0        | 0     | 0     | 0        | --    | ----  | 1              | 0.1    | 0        | 0        | 0     | 0           | 0     | 0        | 0     | 0     | 0     | 0        | 0.00  | 0.00    |
| 통산 13년 | 통산 13년 | 272   | 229   | 92    | 24    | 6        | 117   | 68    | 18       | --    | .632  | 6847           | 1682.1 | 1467     | 167      | 450   | 39          | 34    | 1069     | 14    | 2     | 655   | 591      | 3.16  | 1.14    |

굵은 글씨는 당시 리그에서 최고 성적을 기록한 부분이다.

### 타이틀
1988년과 1994년 최다 승률을 기록하였다. 또한 1994년에는 규정 이닝을 충족한 투수들 중 최저 평균 자책점을 기록하기도 했다.

### 표창
궈는 1991년 퍼시픽 리그 MVP와 베스트 나인에 선정되었고, 1991년과 1992년 골든 글러브상을 받았다. 1985년 4월, 1988년 6월, 1991년 8월, 1991년 9월에 월간 MVP로 선정되기도 했다.

### 기록
궈는 1990년과 1995년 올스타 게임에 출장하였으며, 1985년 6월 4일 헤이와다이 야구장에서 니혼햄 파이터스를 상대로 노히트 노런을 달성하였다. 이 노히트 노런으로, 궈는 일본 프로 야구에서 54번째로 노히트 노런을 달성한 사람이 되었다. 또한 1988년 봄에 열린 시범 경기에서도 노히트 노런을 달성했다.

### 등번호
1985년부터 1986년까지는 12번, 1987년 시즌부터 은퇴 때까지는 18번을 사용했다.

## 같이 보기
- 니카쿠잇소